# Ormyrus ibaraki
Ormyrus ibaraki är en stekelart som beskrevs av Zerova 2006. Ormyrus ibaraki ingår i släktet Ormyrus och familjen kägelglanssteklar. Inga underarter finns listade i Catalogue of Life.